# Günther Schäfer
Günther Schäfer, né le 9 juin 1962 à Waiblingen, est un footballeur allemand. Il évolue au poste de défenseur, principalement dans le club du VfB Stuttgart.

## Carrière
Il joue 331 matchs de Bundesliga avec le VfB Stuttgart en seize saisons, avant de rejoindre l'Arminia Bielefeld et de participer à 42 matchs de championnat en deux ans. Au niveau européen, il prend part à 5 matchs de C1, 4 matchs de C2 et 22 matchs de C3, tous avec son club formateur.
De 2004 à 2005, il est entraîneur adjoint du VfB Stuttgart.

## Palmarès
Avec le VfB Stuttgart, il est finaliste de la Coupe UEFA en 1989. Il remporte aussi la Bundesliga en 1984 et 1992, et est finaliste de la Coupe d'Allemagne en 1986.